# Karel Jonckheere
Karel Jonckheere, geboortenaam Carolus Joannes Baptista Jonckheere (Oostende, 9 april 1906 – Rijmenam, 13 december 1993), was een Vlaams auteur. De veelzijdige Jonckheere schreef poëtisch, later vol ironie, novellen en reisverhalen, maar ook gedichten, essays en kritieken.

## Situering
Karel Jonckheere werd tweemaal bekroond met de Staatsprijs voor Poëzie: in 1947 met de bundel Spiegel der Zee en in 1956 met de dichtbundel Van Zee tot Schelp. Hij was als literair adviseur van het Ministerie van Cultuur, dé ambassadeur van de Nederlandstalige letteren in het buitenland en hij was lid van de Koninklijke Vlaamse Academie voor Taal- en Letterkunde.
Het werk van Jonckheere is ten dele autobiografisch en heeft als thema voornamelijk de zee (hij is geboren in het visserskwartier). Tijdens zijn jeugd maakte hij kennis met Karel van de Woestijne.
Volgens Jonckheere was Oostende een surrealistische stad met de Oostendenaars als ras apart die hij dan ook als dusdanig beschrijft in zijn novellen en aforismen (bijvoorbeeld: Oostende verteld).
Jonckheere werd in Nederland vooral bekend als de voorzitter van het satirisch televisieforum Hou je aan je woord (1961-1963) met Godfried Bomans, Hella Haasse en dr. Victor E. van Vriesland.

## Biografie

### Familie-afkomst en jeugd
Karel Jonckheere werd geboren in Oostende in het visserijdistrict als zoon van Kamiel Jonckheere en Victorine de Clercq. Hij ging naar school in het koninklijk atheneum en studeerde vervolgens germaanse talen aan de rijksnormaalschool in Gent.

### Carrière

#### Nationaal onderwijs
Hij begon zijn professionele carrière als griffier in Oostende. In 1929 begon hij zijn loopbaan als leraar, eerst aan de middelbare school in Gembloers, vanaf 1930 in Nieuwpoort en uiteindelijk in 1944 in Gent. 

#### Belgisch Ministerie van Binnenlandse Zaken
In 1945 was hij secretaris van de Belgische minister van Binnenlandse Zaken, zijn stadgenoot Adolphe Van Glabbeke.  Hetzelfde jaar werd hij directeur van de middelbare school in Veurne. In 1946 werd hij inspecteur van de openbare bibliotheken. In 1953 werd hij ambtenaar bij het Ministerie van Nationale Onderwijs en Cultuur, tot aan zijn pensioen in 1971.

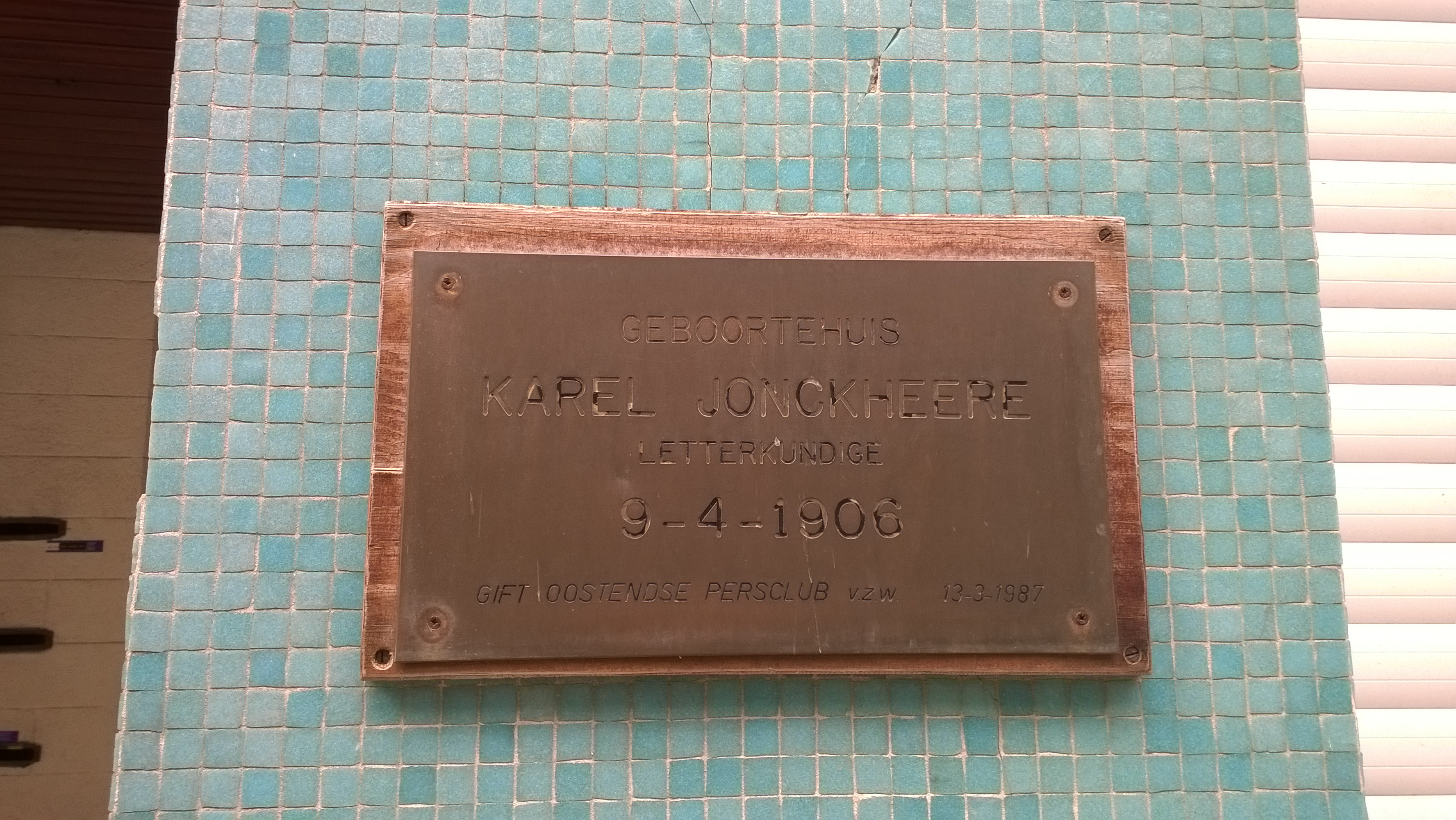
Gedenkplaat aan het geboortehuis van Karel Jonckheere aan de Sint-Paulusstraat 10 te Oostende.

## Publicaties

### Romans
- Brozens Anny (1932)
- Cargo (1940)
- Tierra caliente (1941)
- Tita vlucht (1942)
- De zevende haven (1942)
- Steekspel met dubbelgangers (1944)
- Kongo zonder buks of boy (1957)
- Kongo met het blote oog (1958)
- De vogels hebben het gezien (1968)

### Andere boeken
- De verwachte (story from Steekspel met dubbelgangers) (in Meesters der Nederlandse vertelkunst, 1949)
- De kolibri fluistert : indiaanse sprookjes (1951)
- Vertellen onder te toverboom : naar Maya-sprookjes (1953)
- Nacht?, zei de zon, nooit van gehoord (1967)
- Spaans schetsboek : dertig coplas (1968)
- Oostende verteld (1970)
- Met Elisabeth naar de golf (1971, reisverhaal)
- Sleutelbos op Gaston Burssens (1972)
- Kinderen met de krekelstem (1976)
- De man met de ruiker (1977)
- Verbannen in het vaderland (1978)
- Vraag me geen leugens (1986)
- Wuiven naar gisteren (1987)
- Alice Nahon, schetsentoets bij haar beeld (1991)
- Niemand moet me helpen sterven (maar eenieder mag me leren leven) (1992)

### Gedichten
- Proefvlucht (1933)
- Het witte zeil (1935)
- Gewijde grond (1937)
- Klein testament (1938)
- Conchita (1939)
- Gedichten (1942)
- Wat niet geneest (1943)
- Onvoorzien programma (1944)
- Avondbrieven (1946)
- Spiegel der zee (1946)
- Vloedlijn (1948)
- De hondenwacht (1951)
- Van zee tot schelp (1955)
- Verzamelde poems (1956)
- Ogentroost (1961)
- Grenzen van papier en pijn (1963)
- Roemeense suite (1965)
- De ring van de boon (1966)
- Ik had die man kunnen zijn (1969)
- In de wandeling lichaam geheten (1969)
- Poëtische inventaris (1973)
- Mijn gouden leesboek ABC (1974)
- Na-zicht (1976)
- Miniaturen (1979)
- Beatrijs (1980)
- De overkant is hier (1981)
- Was het maar bij deze woorden gebleven (1983)
- Recht op da capo (1988)

### Trials
- Bertus Aafjes, de dichter van de poëzie (1953)
- Van kritiek gesproken (1955)
- Poëzie en experiment (1956)
- De poëziemuur doorbreken (1958)
- De Vlaamse letteren vandaag (1958)
- De literatuur van de Nederlanden in de moderne tijd (1959)
- Raymond Brulez (1961)
- Ondergang en dageraad (1966)
- Een hart onder de dierenriem (1967)
- De literatuur in België (1968 met Roger Bodart)
- Leer mij ze kennen... de Vlamingen (1969)
- Denkend aan de Nederlanden (1970)
- In een anekdote betrapt (1971)
- Toon mij hoe je schrijft (1972)
- Omer K. de Laey (1976)
- De Kongo van Floris Jespers (1984)
- Herinneringen aan Ensor (1985)

### Bloemlezingen
- Poëzie is overal. Van bijbel tot eskimo (1960)
- Gemini (1960)
- Kongo het woord (1961)
- Firmin Van Hecke (1962)
- Uit het nest geroofd (1962)
- Groot verzenboek voor al wie jong van hart is (1978)
- Brevarium der Vlaamse lyriek (1979)

### Anders
- Ik heb eens... (1962, lecture radio)
- Filter uw dag (1970, prose aphoristique)
- De zwangere stopnaald (1972, prose aphoristique)
- Waar plant ik mijn ezel (1974, autobiographie)
- Halve zolen en achterlappen (1974, prose aphoristique)
- Boeketje Buysse, een levenschets en een bibliografisch overzicht (1974)
- Mijn dochter wordt sirene (1976, autobiographie)
- Ook ik, zelfs gij, vooral wij (1976, citations)
- Paul Verlaine, Twee weken Holland (vert. Karel Jonckheere). Manteau, Brussel (1978, vertaling)[1]
- Van den vos Reynaerde (1979, adaptation)
- De kroon en de muze (1991, article)

## Prijzen
- Lode Baekelmansprijs in 1943.
- Staatsprijs voor Poëzie in 1947 en 1956.